# Verborgen trilzwam
De verborgen trilzwam (Tremella obscura) is een trilzwam uit de familie Tremellaceae. Hij komt voor in naaldbos en gemengd bos. Het is een biotrofe parasiet die leeft op paddenstoelen. Hij komt voor bij oranje druppelzwam, die te herkennen is doordat deze er opvallend bleek uitziet .

## Kenmerken
Hij heeft een 2- of 4-cellig basidium. De basidiosporen zijn bijna rond en meten 5-7,5 µm. De oranje druppelzwam heeft onregelmatige gespen en dunwandige hyfen. Daarin zijn eivormige, iets dikwandige, ongeslachtelijke sporen (conidiën) aanwezig met een afmeting van 6-10 × 5-8 µm . 

## Habitat
De verborgen trilzwam parasiteert op druppelzwammen (Dacrymyces) en is vooralsnog alleen gevonden in het hymenium van de oranje druppelzwam (Dacrymyces stillatus), die vooral op allerlei bewerkt of onbewerkt, dood naaldhout groeit. Je zou verwachten dat de Verborgen trilzwam een vergelijkbare verspreiding heeft als de Oranje druppelzwam, maar het lijkt er meer op dat de trilzwam zich beperkt tot de pleistocene zandgronden. Daar is veel meer naaldhout te vinden, dus ook Oranje druppelzwammen. De soort lijkt zeldzaam te zijn maar daar speelt de verborgen leefwijze mee, en er is ook sprake van een waarnemerseffect .

## Verspreiding
De verborgen trilzwam komt voor in Europa en minder frequent in Noord-Amerika  In Nederland komt hij vrij zeldzaam voor .

## Naam
De verborgen trilzwam dankt zijn naam aan het feit dat hij geen vruchtlichamen vormt, maar in druppelzwammen groeit. Daardoor is hij niet te zien en wordt vrijwel alleen bij toeval gevonden. 

## Verwarrende soorten
Er zijn nog twee andere trilzwammen uit het geslacht Tremella die in druppelzwammen groeien, zoals de giraftrilzwam (Tremella giraffa) met gesteelde basidia en pseudogespen. En de doordringende trilzwam (Tremella penetrans) met niet of kortgesteelde basidia met zeer lange sterigmen (tot 300 µm) en sporen die gemiddeld groter zijn dan 10 µm. De sporen bij de Verborgen trilzwam en de Giraftrilzwam zijn korter zijn dan 10 µm en de sterigmen tot 50 µm .